# Colentina AC București
Colentina AC Bucureşti foi uma equipe de futebol romeno fundado em 1909. A equipe foi campeão da Divizia A por 2 vezes. O último registro oficial da equipe foi na temporada 1946-47 pela Divizia C (3ª divisão do futebol romeno).

## Títulos
- Campeonato Romeno (2 vezes) - 1912-13 e 1913-14